# Fuchs Tamás
Fuchs Tamás (Veszprém, 1962. május 22. –) magyar festőművész.

## Életpályája
1987–1991 között a Magyar Képzőművészeti Főiskola hallgatója volt, ahol Nagy Gábor volt a mestere. 1987 óta kiállító művész. 1992–1995 között művészképzőben tanult. 1993-ban Szíriában, 1996-ban Nápolyban, 1996–1997 között Bukarestben járt tanulmányúton.
Festészetének fő motívumai a hagyományos technikákkal megfestett tájképek keretei közé sűrített misztikus elemek, továbbá az információs technika elemei.

## Festményei
- Kaffka Margit (1991)
- Kínai lány (1993-1994)
- My Baby Has Got A Secret (1994)
- Gemini (1996)
- Octavianus (1997)
- Audrey (2002)
- Sepsiszentgyörgyi utca (2002)
- Három liba (2002)
- Ufónak nézték a sárkanyomat (2002)
- Frankfurt Moscow (2003)
- MakiGoto (2004)
- Frutti (2007)
- Kutya gazdája nélkül (2012)
- Trendy (2013)
- Az aranyhal (2014)
- Hands up (2015)
- Emberalak (2015)
- Malagai Komp (2015)
- Menekültek csónakban (2015)
- Apollo kicsi (2016)
- Balatoni vitorlás (2016)
- Csak a szádban (2016)
- Csipke alakok (2016)
- Hajógyár (2016)
- Kiskráter (2016)
- Nero (2016)
- Pogácsa (2016)
- Római parti történet (2016)
- Rozsdás hajó I.-II. (2016)
- Szír atomerőmű (2016)
- Arany hajó, gyöngyház tenger (2017)
- Kismedence (2017)
- Malagai hajó (2017)
- Alba nyuszi I.-II. (2018)
- Cica a sötétben (2018)
- Kicsi UFO (2018)
- Mélytengeri hal (2018)
- Mozgó róka (2018)
- Őzek (2018)
- Titanic csillár (2018)

## Kiállításai
| - 1988, 1993 Veszprém - 1991, 1994-1995, 1999-2000, 2002, 2004-2005, 2007-2008 Budapest - 1999 Budafok, Brüsszel - 2001 Szeged - 2025 Budapest – Millefiori, Ladó Galéria | - 1987 Esztergom - 1989 Tata - 1992, 1999-2000, 2002, 2004, 2006-2007 Budapest - 1994 Párizs |

## Filmes munkái
- Friss levegő (2006)
- Márió, a varázsló (2007)
- Az üveggolyó csapat (2013)
- Hercules (2014)
- Hátsó lépcső (2014)
- Saul fia (2015)
- Robin Hood (2015)
- Mentőexpedíció (2015)
- Az itt élő lelkek nagy része (2016)
- Halo (2024)